# Minifig
Une minifig (abréviation de l’anglais Mini Figure), ou minifigurine en français, est un mini-personnage en plastique à utiliser avec les briques Lego, ou d'autres jeux de construction similaires. Plus de 3,7 milliards de minifigurines ont été produites depuis 1978[réf. nécessaire]. Les minifigurines sont basées sur des thèmes variés tels que ville, espace, Moyen Âge, etc. Certaines sont dérivées des personnages de films célèbres : il existe par exemple des minifigurines représentant Harry Potter ou Yoda. Certaines se présentent sous forme de magnet ou de porte-clef. Elles sont collectionnées par beaucoup d’enfants et d’adultes, et il y a des millions de personnalisations possibles par combinaison de plusieurs minifigurines différentes. En 2010, Lego a dénombré environ 3 650 minifigures différentes dans les boîtes vendues par la société.[réf. nécessaire]

## Histoire

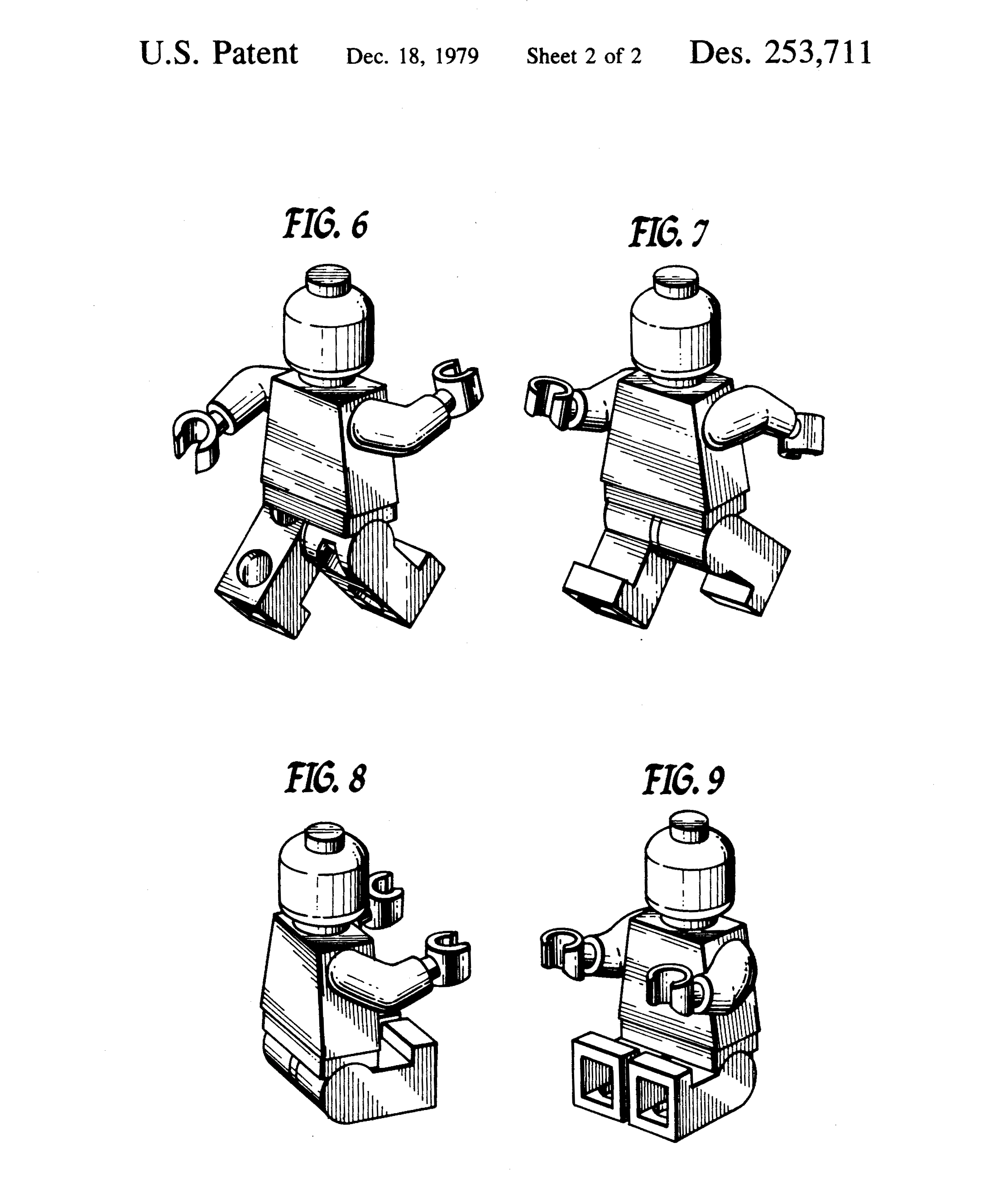
Extrait d'un brevet américain protégeant les minifigurines (1979).

Apparues en 1975, à la même échelle que les minifigurines actuelles (c’est-à-dire faisant quatre briques de haut sans couvre-chef), elles avaient les bras collés au corps et avaient une petite variété de couvre-chef dans une multitude de couleur. Ce n’est qu’en 1978 que les bras et les jambes sont devenus articulés.
En 1989, les minifigurines commencèrent à avoir d’autres expressions que le visage souriant et à avoir des jambes de bois ou des crochets (dans les gammes Pirate puis Western). La première minifigurine ayant eu des jambes courtes fut celle représentant Yoda, en 2002. De nombreuses autres la suivirent, comme les Goblins dans Harry Potter ou les enfants dans le thème City. L’année d’après, les basketteurs ont eu des jambes à ressort et des mains spéciales pour pouvoir attraper des ballons. En 2009 sont apparues, dans la gamme Lego Games, des microfigurines faisant seulement un tenon de large et deux briques de haut. En 2010, certaines minifigurines du thème Toy Story ont bénéficié de jambes plus longues.
Les têtes et bras sont de couleur jaune pour les thèmes originaux de Lego, mais de couleur chair depuis 2003 pour représenter des personnages réels. Les premières à avoir la couleur chair sont dans le set 3433, un stade de basket-ball de la NBA. Les têtes peuvent être de couleurs variées pour représenter des squelettes, extraterrestres et monstres divers.
C'est en 2016 qu'apparaît le premier nourrisson en Lego,, accompagné du premier père au foyer,,, ainsi que la première figurine en fauteuil roulant. Elles sont toutes trois présentes dans le set City Le parc de loisirs - Ensemble de figurines City (Fun in the park),.

## Conception

Collection de minifigurines sous vitrine.

Les minifigurines sont constituées de neuf pièces indispensables : la tête, le torse, les hanches, les bras, les mains et les jambes. Une dixième pièce orne la majorité d'entre elles : elle est soit un chapeau ou une chevelure. Elles ont sept points d’articulations : le cou, les épaules, les poignets et les cuisses. Dans les ensembles Lego, elles sont en trois parties : la tête, le torse (incluant les bras et les mains) et les pieds (incluant les hanches et les jambes).
Il arrive que la tête et le torse, parfois les pieds et les bras, soient décorés. Après la phase de décoration, les pieds sont attachés aux hanches, les mains aux bras et ceux-ci au torse, puis ces pièces sont mêlées aux autres briques dans les sachets.

## Figurines limitées

### Séries
Lego propose depuis 2010 des séries de minifigurines « mystères » vendues à l’unité sous sachets scellés. De nombreux thèmes sont abordés, les minifigurines sont très variées : guerrier, clown, surfeur, étudiant, mariée… Les sachets sont présentés dans des boîtes de 60 minifigs et vendus environ 3 euros pièce. Chaque série comprend 16 minifigurines différentes à collectionner. Trois séries sortent chaque année (vers janvier, mai ou juin et septembre).
5000 minifigs spéciales, dorées, ont été insérées au milieu des minifigs classiques de la série 10, parue en juin 2013. Une seule de ces minifigs très rares se négocie plusieurs centaines d'euros.

### Boîtes de 3 figurines
Depuis les années 2000 Lego commercialise régulièrement des ensembles de trois minifigurines de différents thèmes (Rock raider, Town, Sport, Star Wars). Contrairement aux séries en sachets, invisibles, celles présentées par trois sont présentées dans une boite.

## Record
La minifigurine la plus chère est un C-3PO en or 14 carats réalisé en deux exemplaires pour le 30e anniversaire de Star Wars. Il en existe une en argent et une en bronze.

## Imitations
Des minifigs similaires ont été produites par d'autres entreprises telles que les Kreons du jeu de construction Kre-O par la société coréenne Oxford (filiale de Hasbro), ou par Block Tech ou Mega Blocks.